# Chondrina soleri
Chondrina soleri is een slakkensoort uit de familie van de Chondrinidae. De wetenschappelijke naam van de soort is voor het eerst geldig gepubliceerd in 1960 door Altimira.